# 沙登 (堪薩斯州)
沙登（英語：Chardon）為位在美國堪薩斯州羅林斯縣的非建制地區。

## 歷史
沙登境內的郵政局於1880年代設立，直到1939年結束營運。